# Maria Mandl
Maria Mandl, anche conosciuta come Maria Mandel, detta "La bestia di Auschwitz", (Münzkirchen, 10 gennaio 1912 – Cracovia, 24 gennaio 1948) è stata una militare e criminale di guerra austriaca delle SS, guardia donna in numerosi campi di concentramento nazisti.
Nel 1945 fu catturata dall'esercito statunitense e estradata in Polonia, dove venne processata nel Primo processo di Auschwitz, tenutosi a Cracovia. Fu riconosciuta colpevole e condannata a morte per impiccagione.

## Biografia
Maria Mandl nacque a Münzkirchen, un paesino dell'Alta Austria presso il confine con la Germania, da genitori di nazionalità tedesca, ma cittadinanza austriaca, Franz Mandl e Anna Strobl. Era la quarta figlia della coppia. Il padre era calzolaio. Dopo la scuola elementare a Münzkirchen la giovane si trasferì nella non distante Baviera per diplomarsi. Dopo il diploma, non trovando lavoro fece ritorno a casa. Qui per motivi non precisati, forse legati alla malattia della madre, ebbe pesanti contrasti con questa e nel 1929 lasciò di nuovo la casa per andare in Svizzera dove trovò lavoro come cuoca presso una famiglia benestante di Briga-Glis, nel Canton Vallese. Dopo circa un anno fu costretta a rientrare a casa per aiutare il padre in quanto l'idropisia di cui soffriva la madre si era aggravata. Nel 1934, essendo migliorata la situazione della madre andò ad Innsbruck a lavorare come domestica. Nel 1937 tornò nuovamente al paese nativo in quanto assunta come impiegata al locale ufficio postale, ma l'anno successivo, dopo l'annessione dell'Austria da parte della Germania, fu licenziata.
Nel 1938 si trasferì da uno zio a Monaco di Baviera dove entrò come volontaria nella Lega delle ragazze tedesche. Quindi passò nei reparti femminili delle SS (SS-Gefolge) dove fu addestrata e inviata come Aufseherin al campo di concentramento di Lichtenburg nella Provincia di Sassonia.
Nel maggio del 1939 la Mandl fu trasferita nell'appena aperto campo di concentramento di Ravensbrück situato a nord di Berlino. Qui, come evidenziato dalle testimonianze rese da vari sopravvissuti del campo durante il processo di Cracovia, si distinse subito per la sua brutalità nei confronti dei prigionieri, tanto che fu elevata al grado di Oberaufseherin nell'aprile del 1942.
Il 7 ottobre 1942 la Mandl fu assegnata al campo di Auschwitz II (Birkenau), andando a sostituire Johanna Langefeld sotto il comando dell'Obersturmbannführer Rudolf Höß, diventando quindi la donna con il più alto grado di Auschwitz. Anche qui la Mandl si contraddistinse per la sua crudeltà come documentato nel processo suddetto nelle deposizioni dei testimoni sopravvissuti.
La Mandl era appassionata di musica classica ed organizzò una banda musicale composta da sole donne prigioniere ad Auschwitz.
L'orchestra aveva il compito di suonare in una serie di circostanze, nuovi arrivi al campo, quando i prigionieri venivano inviati alle camere a gas, durante la selezione quando i meno sani e i malati erano separati da quelli sani che erano ancora in grado di lavorare, durante le esecuzioni dei prigionieri, ed infine per soddisfare il piacere degli uomini e donne delle SS, quando ne avevano voglia.
Nel 1944 ricevette la medaglia Kriegsverdienstkreuz di II Classe per i servizi resi al regime nazista. Nel novembre dello stesso anno venne trasferita a Mühldorf, un sottocampo di Dachau. Nell'aprile del 1945, con la caduta della Germania oramai imminente e l'avvicinarsi delle truppe alleate, Maria Mandl fuggì da Dachau attraversando il sud della Baviera e dirigendosi verso il suo paese natale.
Il 10 maggio 1945 la Mandl fu arrestata dall'esercito degli Stati Uniti d'America nel suo paese di Münzkirchen. Dopo circa un anno di detenzione, nell'ottobre del 1946, fu estradata in Polonia dove fu processata, insieme ad altri criminali nazisti, nel Primo processo di Auschwitz, tenutosi a Cracovia nel novembre 1947. Giudicata colpevole fu condannata a morte per impiccagione. La condanna venne eseguita il 24 gennaio 1948 nel carcere di Montelupich, a Cracovia.